# Список наград и номинаций мультфильма «Как приручить дракона»
«Как приручи́ть драко́на» (англ. How to Train Your Dragon) — американский анимационный фэнтезийный фильм 2010 года, снятый по мотивам одноименной книги 2003 года за авторством Крессиды Коуэлл, произведенный компанией DreamWorks Animation и распространяемый Paramount Pictures. Является первой частью франшизы «Как приручить дракона», режиссёрами которой выступили Крис Сандерс и Дин Деблуа по сценарию, который они написали в соавторстве с Уильямом Дэвисом. В озвучивании мультфильма приняли участие Джей Барушель, Джерард Батлер, Крейг Фергюсон, Америка Феррера, Джона Хилл, Кристофер Минц-Пласс, Ти Джей Миллер и Кристен Уиг. По сюжету сын вождя викингов Иккинг находит подбитого им дракона Беззубика и вместо его убийства, учится на нём летать, помогая наладить отношения между викингами и драконами.
Премьера мультфильма «Как приручить дракона» состоялась 21 марта 2010 года в Лос-Анджелесе, а 26 марта 2010 года он вышел в прокат в США. Бюджет мультфильма составил $ 165 млн долларов США, при этом мультфильм собрал $ 494,9 млн по всему миру, заняв 10-е место среди самых кассовых фильмов 2010 года. На сайте-агрегаторе рецензий Rotten Tomatoes мультфильм получил рейтинг одобрения 99 % на основе 215 отзывов со средней оценкой 7,9/10.
Мультфильм был удостоен множества наград и номинаций в различных категориях, особенно за музыку композитора Джона Пауэлла. Он получил две номинации на 83-й церемонии вручения премии «Оскар» в категориях «Лучший анимационный полнометражный фильм» и «Лучшая музыка к фильму». Он также выиграл десять наград премии «Энни» из пятнадцати возможных номинаций, две Премии Британской Академии в области кино, премию «Выбор критиков» в категории «Лучший анимационный полнометражный фильм» и премию «Золотой глобус» в категории «Лучший анимационный полнометражный фильм».

## Награды и номинации
| Награда                                                   | Дата церемонии вручения | Категория                                                                               | Получатель(-и) | Результат | Прим.         |
| --------------------------------------------------------- | ----------------------- | --------------------------------------------------------------------------------------- | --- | --------- | ------------- |
| «Золотой трейлер»                                         | 10 июня 2010            | Лучший анимационный / семейный фильм                                                    | «Prepare» (соотношение сторон) | Номинация | [ 10 ]        |
| Teen Choice Awards                                        | 8 августа 2010          | «Выбор анимационного фильма»                                                            | «Как приручить дракона» | Номинация | [ 11 ] [ 12 ] |
| «Мировой саундтрек»                                       | 23 августа 2010         | «Саундтрек композитора года»                                                            | Джон Пауэлл | Номинация | [ 13 ]        |
| «Мировой саундтрек»                                       | 23 августа 2010         | «Лучшая оригинальная песня, написанная непосредственно для фильма»                      | Йоунси за «Sticks & Stones» | Номинация | [ 13 ]        |
| Венецианский кинофестиваль                                | 1 сентября 2010         | «Самый креативный 3D-фильм года»                                                        | «Как приручить дракона» | Победа    | [ 14 ]        |
| Премия Nickelodeon Kids’ Choice (Австралия)               | 8 октября 2010          | «Любимый фильм»                                                                         | «Как приручить дракона» | Номинация | [ 15 ] [ 16 ] |
| Награды Ассоциации кинокритиков Вашингтона                | 6 декабря 2010          | «Лучший анимационный полнометражный фильм»                                              | «Как приручить дракона» | Номинация | [ 17 ]        |
| Награды Общества кинокритиков Сан-Диего                   | 14 декабря 2010         | «Лучший анимационный фильм»                                                             | «Как приручить дракона» | Номинация | [ 18 ] [ 19 ] |
| Награды Ассоциации кинокритиков Торонто                   | 14 декабря 2010         | «Лучший анимационный фильм»                                                             | «Как приручить дракона» | Победа    | [ 20 ]        |
| Награды Ассоциации кинокритиков Далласа и Форт-Уэрта      | 17 декабря 2010         | «Лучший анимационный фильм»                                                             | «Как приручить дракона» | Номинация | [ 21 ]        |
| Награды Общества кинокритиков Хьюстона                    | 18 декабря 2010         | «Лучший анимационный фильм»                                                             | «Как приручить дракона» | Номинация | [ 22 ]        |
| Награды Общества кинокритиков Хьюстона                    | 18 декабря 2010         | «Лучшая оригинальная партитура»                                                         | Джон Пауэлл | Номинация | [ 22 ]        |
| «Спутник»                                                 | 19 декабря 2010         | «Лучший анимационный фильм»                                                             | «Как приручить дракона» | Номинация | [ 23 ] [ 24 ] |
| Премия Ассоциации кинокритиков Чикаго                     | 20 декабря 2010         | «Лучший анимационный фильм»                                                             | «Как приручить дракона» | Номинация | [ 25 ]        |
| Награды Ассоциации кинокритиков Сент-Луиса                | 20 декабря 2010         | «Лучший анимационный фильм»                                                             | «Как приручить дракона» | Номинация | [ 21 ]        |
| Премия Альянса женщин-киножурналистов                     | 24 декабря 2010         | «Лучший анимационный полнометражный фильм»                                              | «Как приручить дракона» | Номинация | [ 26 ] [ 27 ] |
| Премия Альянса женщин-киножурналистов                     | 24 декабря 2010         | «Лучшая женская анимация»                                                               | Америка Феррера | Победа    | [ 26 ] [ 27 ] |
| Награды Общества онлайн-кинокритиков                      | 3 января 2011           | «Лучший анимационный фильм»                                                             | «Как приручить дракона» | Номинация | [ 28 ] [ 29 ] |
| People’s Choice Awards                                    | 5 января 2011           | «Любимый семейный фильм»                                                                | «Как приручить дракона» | Номинация | [ 30 ] [ 31 ] |
| «Выбор критиков»                                          | 14 января 2011          | «Лучший анимационный полнометражный фильм»                                              | «Как приручить дракона» | Номинация | [ 32 ]        |
| «Золотой глобус»                                          | 16 января 2011          | «Лучший анимационный полнометражный фильм»                                              | «Как приручить дракона» | Номинация | [ 33 ]        |
| Премия Гильдии продюсеров США                             | 22 января 2011          | «Лучший анимационный фильм»                                                             | Бонни Арнольд | Номинация | [ 34 ] [ 35 ] |
| Награды Общества специалистов по визуальным эффектам      | 1 февраля 2011          | «Выдающиеся визуальные эффекты в анимационном фильме»                                   | Симон Отто, Крейг Ринг и Бонни Арнольд | Победа    | [ 36 ]        |
| Награды Общества специалистов по визуальным эффектам      | 1 февраля 2011          | «Выдающийся анимационный персонаж в анимационном фильме»                                | Гейб Хордос, Кэссиди Кертис, Мариэтт Маринус и Брент Уоткинс | Победа    | [ 36 ]        |
| Награды Общества специалистов по визуальным эффектам      | 1 февраля 2011          | «Выдающиеся эффекты анимации в анимационном полнометражном фильме»                      | Энди Хейс, Лоран Кермель, Джейсон Майер и Бретт Миллер | Победа    | [ 36 ]        |
| «Энни»                                                    | 5 февраля 2011          | «Лучший анимационный полнометражный фильм»                                              | «Как приручить дракона» | Победа    | [ 37 ] [ 38 ] |
| «Энни»                                                    | 5 февраля 2011          | «Выдающиеся достижения в области анимационных эффектов в анимационной постановке»       | Бретт Миллер | Победа    | [ 37 ] [ 38 ] |
| «Энни»                                                    | 5 февраля 2011          | «Выдающиеся достижения в области анимационных эффектов в анимационной постановке»       | Джейсон Майер | Номинация | [ 37 ] [ 38 ] |
| «Энни»                                                    | 5 февраля 2011          | «Выдающиеся достижения в области анимации персонажей в полнометражном фильме»           | Гейб Хордос | Победа    | [ 37 ] [ 38 ] |
| «Энни»                                                    | 5 февраля 2011          | «Выдающиеся достижения в области анимации персонажей в полнометражном фильме»           | Якоб Хьорт Йенсен | Номинация | [ 37 ] [ 38 ] |
| «Энни»                                                    | 5 февраля 2011          | «Выдающиеся достижения в области анимации персонажей в полнометражном фильме»           | Дэвид Торрес | Номинация | [ 37 ] [ 38 ] |
| «Энни»                                                    | 5 февраля 2011          | «Выдающиеся достижения в области дизайна персонажей в полнометражном фильме»            | Нико Марлет | Победа    | [ 37 ] [ 38 ] |
| «Энни»                                                    | 5 февраля 2011          | «Лучшая режиссура в анимационном полнометражном фильме»                                 | Дин Деблуа и Крис Сандерс | Победа    | [ 37 ] [ 38 ] |
| «Энни»                                                    | 5 февраля 2011          | «Лучшая музыка в анимационном полнометражном фильме»                                    | Джон Пауэлл | Победа    | [ 37 ] [ 38 ] |
| «Энни»                                                    | 5 февраля 2011          | «Выдающиеся достижения в области дизайна анимационного фильма»                          | Пьер Оливье Винсент | Победа    | [ 37 ] [ 38 ] |
| «Энни»                                                    | 5 февраля 2011          | «Выдающиеся достижения в области раскадровки в полнометражном фильме»                   | Том Оуэнс | Победа    | [ 37 ] [ 38 ] |
| «Энни»                                                    | 5 февраля 2011          | «Выдающиеся достижения в области раскадровки в полнометражном фильме»                   | Алессандро Карлони | Номинация | [ 37 ] [ 38 ] |
| «Энни»                                                    | 5 февраля 2011          | «Лучшая озвучка в анимационном полнометражном фильме»                                   | Джей Барушель | Победа    | [ 37 ] [ 38 ] |
| «Энни»                                                    | 5 февраля 2011          | «Лучшая озвучка в анимационном полнометражном фильме»                                   | Джерард Батлер | Номинация | [ 37 ] [ 38 ] |
| «Энни»                                                    | 5 февраля 2011          | «Лучший сценарий в анимационном полнометражном фильме»                                  | Уильям Дэвис, Дин Деблуа и Крис Сандерс | Победа    | [ 37 ] [ 38 ] |
| Награды за креативное искусство 3D                        | 9 февраля 2011          | «Лучший полнометражный фильм — анимация»                                                | «Как приручить дракона» | Победа    | [ 39 ]        |
| Награды за креативное искусство 3D                        | 9 февраля 2011          | «Лучший стереоскопический художественный фильм — анимация»                              | «Как приручить дракона» | Победа    | [ 39 ]        |
| Награды за креативное искусство 3D                        | 9 февраля 2011          | «Талант в 3D»                                                                           | Джей Барушель | Победа    | [ 39 ]        |
| BAFTA                                                     | 13 февраля 2011         | «Лучший анимационный фильм»                                                             | Крис Сандерс и Дин Деблуа | Номинация | [ 40 ] [ 41 ] |
| BAFTA                                                     | 13 февраля 2011         | «Лучшая музыка к фильму»                                                                | Джон Пауэлл | Номинация | [ 40 ] [ 41 ] |
| Награды Международного общества синефилов                 | 18 февраля 2011         | «Лучший анимационный фильм»                                                             | «Как приручить дракона» | Номинация | [ 42 ] [ 43 ] |
| Награды Киногида                                          | 18 февраля 2011         | «Лучшие фильмы для семейного просмотра»                                                 | «Как приручить дракона» | Номинация | [ 44 ] [ 45 ] |
| «Эдди»                                                    | 19 февраля 2011         | «Лучший смонтированный анимационный полнометражный фильм»                               | Мэриэнн Брэндон и Даррен Т. Холмс | Номинация | [ 46 ] [ 47 ] |
| Golden Reel Awards                                        | 20 февраля 2011         | «Выдающиеся достижения в области монтажа музыкального звука для художественного фильма» | Рэнди Том, Джонатан Налл, Эл Нельсон, Паскаль Гарно, Крис Гридли, Колетт Д. Даханн, Джош Голд, Пит Хорнер, Сью Фокс, Андреа Гард, Ричард Куинн, Денни Торп и Яна Вэнс | Победа    | [ 48 ]        |
| Награды Международной ассоциации музыкальных кинокритиков | 24 февраля 2011         | «Лучшая музыкальная композиция года»                                                    | Джон Пауэлл | Победа    | [ 49 ] [ 50 ] |
| Награды Международной ассоциации музыкальных кинокритиков | 24 февраля 2011         | «Лучшая оригинальная партитура к анимационному фильму»                                  | Джон Пауэлл | Победа    | [ 49 ] [ 50 ] |
| Награды Международной ассоциации музыкальных кинокритиков | 24 февраля 2011         | «Лучшая музыкальная композиция года в кино»                                             | Джон Пауэлл (за «Forbidden Friendship») | Номинация | [ 49 ] [ 50 ] |
| Награды Международной ассоциации музыкальных кинокритиков | 24 февраля 2011         | «Лучшая музыкальная композиция года в кино»                                             | Джон Пауэлл (за «Test Drive») | Номинация | [ 49 ] [ 50 ] |
| Награды Международной ассоциации музыкальных кинокритиков | 18 февраля 2021         | «Лучшее новое архивное издание существующей партитуры — переиздание или перезапись»     | Джон Пауэлл | Номинация | [ 51 ] [ 52 ] |
| «Оскар»                                                   | 27 февраля 2011         | «Лучший анимационный полнометражный фильм»                                              | Крис Сандерс и Дин Деблуа | Номинация | [ 53 ] [ 54 ] |
| «Оскар»                                                   | 27 февраля 2011         | «Лучшая музыка к фильму»                                                                | Джон Пауэлл | Номинация | [ 53 ] [ 54 ] |
| Кинопремия «Генезис»                                      | 19 марта 2011           | «Лучший полнометражный фильм»                                                           | «Как приручить дракона» | Победа    | [ 55 ]        |
| Nickelodeon Kids’ Choice Awards (США)                     | 2 апреля 2011           | «Любимый анимационный фильм»                                                            | «Как приручить дракона» | Номинация | [ 56 ] [ 57 ] |
| Премия Айвора Новелло                                     | 19 мая 2011             | «Лучшая оригинальная партитура к фильму»                                                | Джон Пауэлл | Победа    | [ 58 ]        |
| «Небьюла»                                                 | 21 мая 2011             | Премия «Небьюла» имени Рэя Брэдбери за выдающееся драматическое представление           | Крис Сандерс, Дин Деблуа и Уильям Дэвис | Номинация | [ 59 ] [ 60 ] |
| Кинонаграда ASCAP                                         | 23 июня 2011            | «Самые кассовые фильмы»                                                                 | Джон Пауэлл | Победа    | [ 61 ]        |
| «Сатурн»                                                  | 23 июня 2011            | «Лучшая музыка»                                                                         | Джон Пауэлл | Номинация | [ 62 ] [ 63 ] |
| «Сатурн»                                                  | 23 июня 2011            | «Лучшая работа художника-постановщика»                                                  | Кэти Алтьери | Номинация | [ 62 ] [ 63 ] |
| «Сатурн»                                                  | 23 июня 2011            | «Лучший анимационный фильм»                                                             | «Как приручить дракона» | Номинация | [ 62 ] [ 63 ] |
| «Хьюго»                                                   | 20 августа 2011         | «Лучшая постановка»                                                                     | Уильям Дэвис, Дин Деблуа и Крис Сандерс | Номинация | [ 64 ] [ 65 ] |

## Комментарии
1. ↑  Также за фильмы «Ледниковый период 3: Эра динозавров» (2009) и «Не брать живым» (2010).
2. ↑  В паре с фильмом «Аватар» (2009).